# عدوى انتهازية
العدوى الانتهازية (بالإنجليزية: opportunistic infection)‏، هي عدوى تحدث غالبًا لدى الأفراد الذين يعانون من اضطرابات نقص المناعة، وتكون أشد خطورة لدى من لديهم ضعف في الجهاز المناعي. وتُعد هذه الأنواع من العدوى خطيرة، ويمكن أن تسببها مجموعة متنوعة من العوامل الممرضة، بما في ذلك الفيروسات والبكتيريا والفطريات والطفيليات.
في الظروف الطبيعية، مثل وجود جهاز مناعي سليم لدى الإنسان، فإن العدوى الانتهازية تكون أقل احتمالًا في التسبب بضرر كبير، وغالبًا ما تؤدي إلى عدوى بسيطة أو قد لا تسبب أي تأثير على الإطلاق. يمكن أن تنشأ العدوى الانتهازية من عدة مصادر، مثل ضعف الجهاز المناعي (كما في حالات الإصابة بفيروس نقص المناعة البشرية ومتلازمة نقص المناعة المكتسب)، أو عند تلقي علاج بالأدوية المثبطة للمناعة (كما في علاج السرطان)، أو عند حدوث اضطراب في الميكروبيوم (مثل اختلال توازن البكتيريا الطبيعية في الأمعاء)، أو عند اختراق الحواجز الجلدية (كما في حالات الجروح النافذة).
قد تساهم العدوى الانتهازية في تطور مقاومة مضادات الميكروبات لدى الفرد، مما يجعل هذه العدوى أكثر شدة. بعض العوامل الممرضة المسببة لهذه العدوى تمتلك مقاومة ذاتية (طبيعية) للعديد من المضادات الحيوية، بينما تكتسب عوامل أخرى المقاومة بمرور الوقت من خلال الطفرات أو النقل الأفقي للجينات.
العديد من هذه العوامل الممرضة، مثل بكتيريا كلوستريديوديس ديفيسيل [الإنجليزية]، يمكن أن تتواجد في أجسام الأشخاص ذوي الجهاز المناعي السليم دون أن تسبب أي أعراض، وقد تعمل أحيانًا ككائنات متعايشة حتى يحدث اضطراب في توازن الجهاز المناعي. قد يؤدي الإفراط أو سوء استخدام المضادات الحيوية إلى اضطراب الميكروبيوم الطبيعي سواءً مع بكتيريا كلوستريديوديس ديفيسيل [الإنجليزية] أو غيرها من العوامل الممرضة، مما يؤدي إلى حدوث عدوى انتهازية تسببها عوامل ممرضة مقاومة للمضادات الحيوية. في بعض الحالات، يمكن تصنيف العدوى الانتهازية كعدوى مكتسبة في المستشفى، نتيجة إصابة الأفراد بها أثناء وجودهم في مرافق الرعاية الصحية أو المستشفيات.
تاريخيًا، لا يُنسب اكتشاف العدوى الانتهازية إلى شخص واحد بعينه، بل ساهم العديد من العلماء مع تطور الطب في دراسة هذه العدوى وتطوير خيارات العلاج للمرضى المصابين بها.

## الأسباب
نقص المناعة أو الكبح المناعي المسبب بأحد الأسباب التالية:
- نقص التغذية
- عدوى حالية
- المواد المثبطة للمناعة التي تعطى للمريض عند زرع الأعضاء
- المعالجة الكيميائية للسرطان
- متلازمة العوز المناعي المكتسب
- استعداد وراثي
- أضرار في الجلد
- المعالجة بال المضادات الحيوية واسعة الطيف

## أنواع العدوى
تحدث عدة أنواع من العدوى الانتهازية عند وجود خلل في الجهاز المناعي و هي:
- عدوى فطرية: كما هو الحال عند حدوث عدوى الرشاشيات و عدوى بالمبيضات البيض

- عدوى جرثومية: كما في المكورات العقدية و العنقودية

- عدوى فيروسية: كما هي العدوى الناجمة عن فيروس الورم الحليمي وفيروس مضخم للخلايا

- عدوى طفيلية: مثل عدوى المقوسة الغوندية

## العلاج
بفضل تقنيات الوقاية التي تُستخدم مع مرضى فيروس نقص المناعة البشرية مثل الأدوية الوقائية، انخفض عدد حالات العدوى الانتهازية لدى هؤلاء المرضى خلال العقود الماضية. وفي بعض الحالات، عندما لا يكون الأفراد على علم بإصابتهم بفيروس HIV ويصابون بعدوى انتهازية، قد يتم وصف مضادات الفيروسات أو المضادات الحيوية أو مضادات الفطريات لهم. وبعد زوال العدوى، وللوقاية من تكرارها، قد يُوصى لهم بالاستمرار في تناول ذلك الدواء بالإضافة إلى دمجه مع دواء آخر لضمان فعالية العلاج.